# Al-Muktafi abbászida kalifa (1136–1160)
Al-Muktafi (1096. április 9. – 1160. március 12.) abbászida kalifa 1136-tól haláláig.
Al-Muktafi al-Musztazhir fiaként született, és unokaöccse, ar-Rásid trónfosztása után jutott a trónra.
Trónralépte után igyekezett politikai hatalmát megerősíteni az egymással harcoló szeldzsuk hercegekkel szemben, és sikerült is több körzetet saját uralma alá hajtania. 1156-ban elismerte Szulajmán sah szeldzsuk herceget szultánnak, azzal a feltétellel, hogy az tiszteletben tartja Al-Muktafi autonómiáját a mai Irak területén.
Al-Muktafi hadjárataiban is segítette a szultánt, de hamarosan Szulajmán saht legyőzte vetélytársa, Muhammad. Muhammad ostromgyűrűt vont Bagdad köré, de több hónapi sikertelen ostrom után felhagytak Bagdad támadásával, így Al-Muktafi mind katonai, mind politikai tekintetben Irak megkérdőjelezhetetlen uralkodójává vált.
Al-Muktafi 24 évi uralkodás után, 1160-ban, 64 évesen hunyt el. A trónon fia, I. al-Musztandzsid követte.